# Arrondissement Jérémie

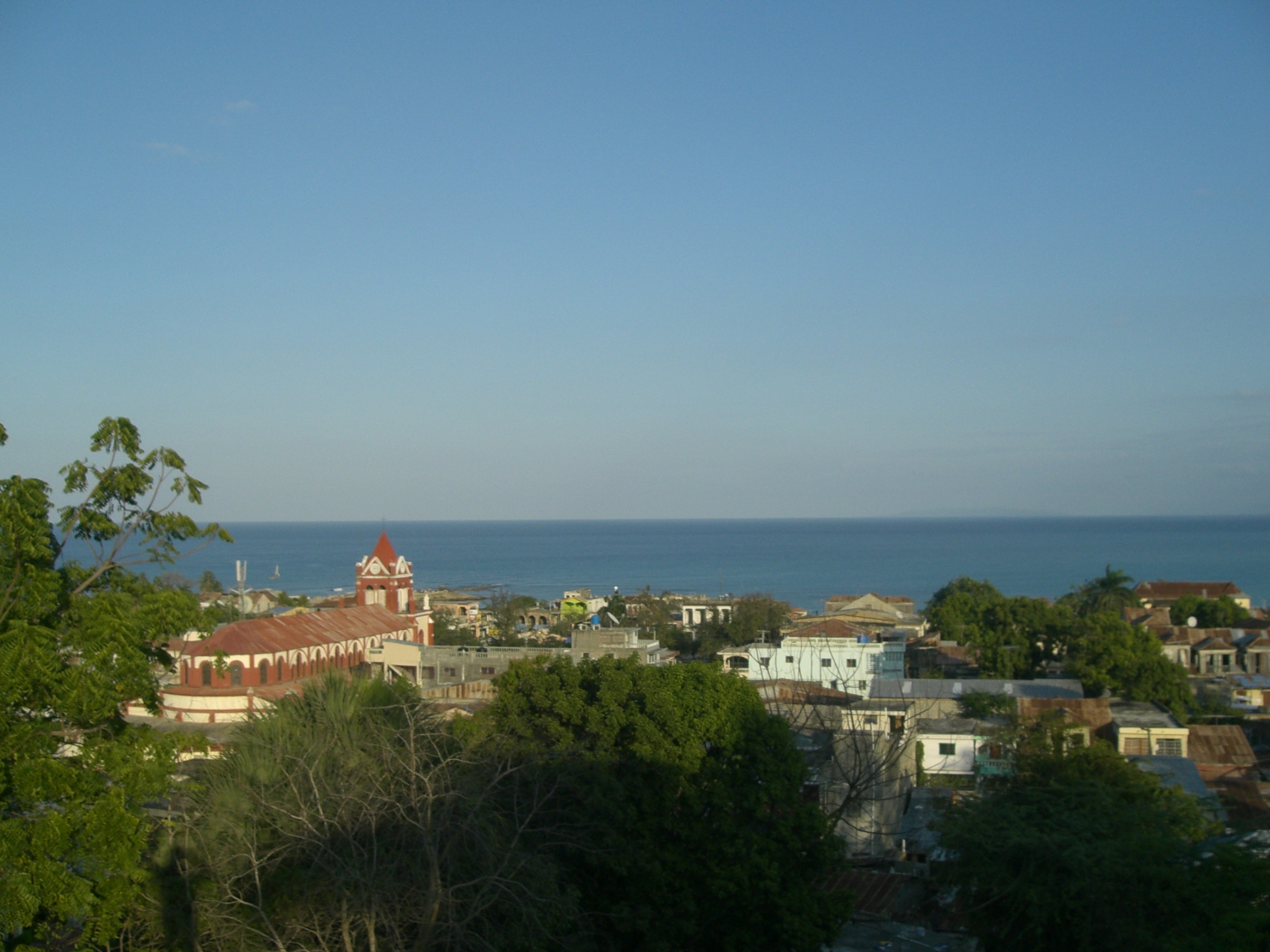
Blick über den Stadtkern von Jérémie auf das Karibische Meer

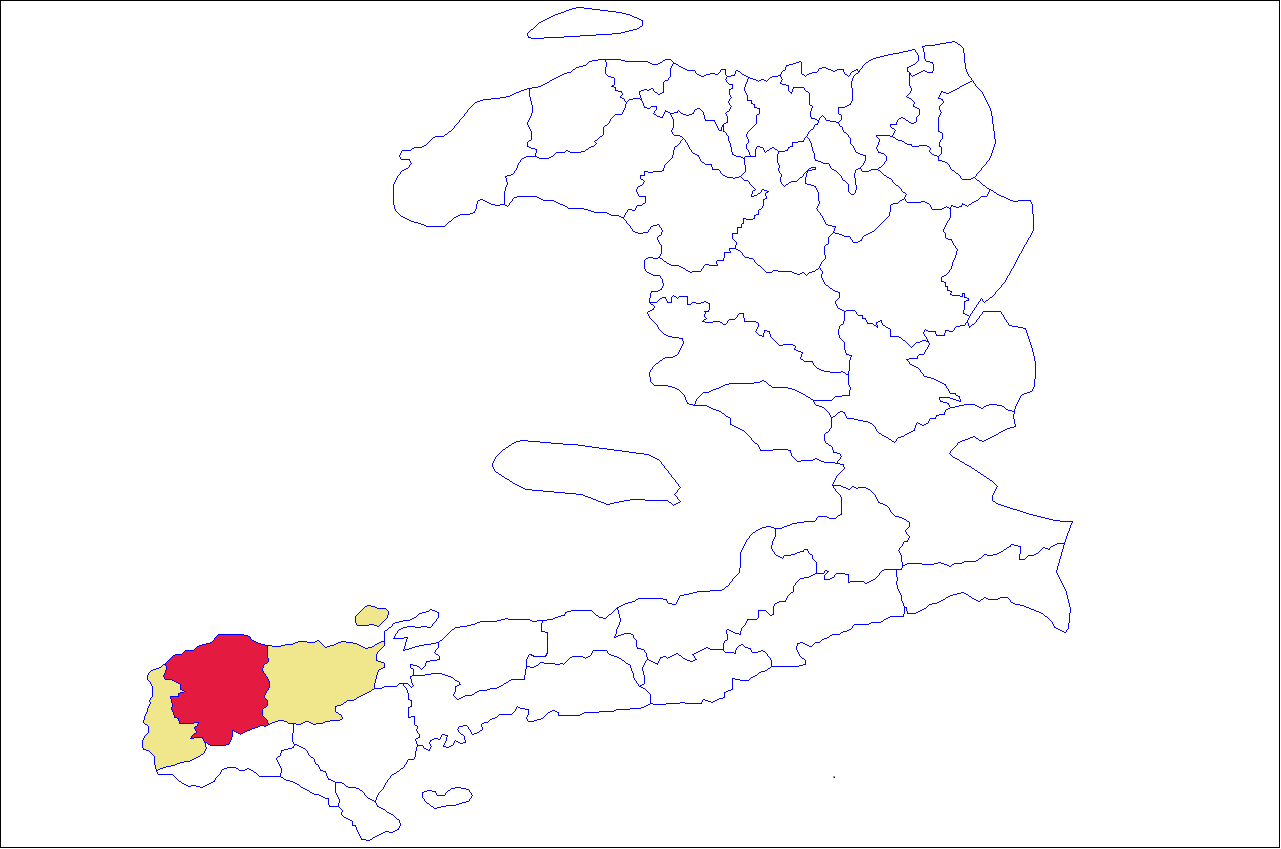
Lage des Arrondissement Jérémie in Haiti und im Département Grand’Anse

Das Arrondissement Jérémie (haitianisch-kreolisch: Jeremi) ist eine der drei Verwaltungseinheiten des Département Grand’Anse, Haiti. Hauptort ist die Stadt Jérémie.

## Lage und Beschreibung
Das Arrondissement liegt in der Mitte des Départements Grand’Anse. Es grenzt im Norden an das Karibische Meer. Benachbart sind im Osten das Arrondissement Corail, im Westen das Arrondissement Anse d’Hainault und im Süden das Arrondissement Arrondissement Chardonnières (Département Sud).
In dem Arrondissement gibt es sechs Gemeindebezirke:
- Jérémie (rund 102.000 Einwohner),
- Abricots (rund 37.000 Einwohner),
- Bonbon (rund 8.000 Einwohner),
- Chambellan (rund 26.000 Einwohner),
- Moron (rund 31.000 Einwohner) und
- Marfranc (rund 32.000 Einwohner).

Das Arrondissement hat rund 238.000 Einwohner (Stand: 2015).
Die in der Stadt Jérémie beginnende Route Nationale 7 (RN-7) bildet über die Stadt Les Cayes den Anschluss an das Straßensystem Haitis.